# Anel Hadžić
Anel Hadžić (Velika Kladuša, 16 de agosto de 1989) é um futebolista bósnio que atua como volante. Atualmente, joga pelo SK Sturm Graz. 
Foi convocado à Copa do Mundo FIFA de 2014.